# Niedersteinebach
Niedersteinebach è un comune di 174 abitanti della Renania-Palatinato, in Germania.
Appartiene al circondario (Landkreis) di Altenkirchen (Westerwald) (targa AK) ed è parte della comunità amministrativa (Verbandsgemeinde) di Altenkirchen-Flammersfeld.